# ISO 3166-2:PY
ISO 3166-2:PY is een ISO-standaard met betrekking tot de zogenaamde geocodes. Het is een subset van de ISO 3166-2 tabel, die specifiek betrekking heeft op Paraguay.
Voor Paraguay worden hiermee de 17 departementen - department (en) / département (fr) / departamento (es) - en de hoofdstad - capital (en) / capitale (fr) / capital (es) - gedefinieerd.
Volgens de eerste set, ISO 3166-1, staat PY voor Paraguay, het tweede gedeelte is een tweecijferig nummer (met voorloopnullen) en een drieletterige code voor het hoofdstedelijk district.

## Codes
| Code   | Naam             | Categorie   |
| ------ | ---------------- | ----------- |
| PY-16  | Alto Paraguay    | departement |
| PY-10  | Alto Paraná      | departement |
| PY-13  | Amambay          | departement |
| PY-ASU | Asunción         | hoofdstad   |
| PY-19  | Boquerón         | departement |
| PY-05  | Caaguazú         | departement |
| PY-06  | Caazapá          | departement |
| PY-14  | Canindeyú        | departement |
| PY-11  | Central          | departement |
| PY-01  | Concepción       | departement |
| PY-03  | Cordillera       | departement |
| PY-04  | Guairá           | departement |
| PY-07  | Itapúa           | departement |
| PY-08  | Misiones         | departement |
| PY-12  | Ñeembucú         | departement |
| PY-09  | Paraguarí        | departement |
| PY-15  | Presidente Hayes | departement |
| PY-02  | San Pedro        | departement |